# Братышев, Иван Филиппович
Иван Филиппович Братышев (1905 год — дата и место смерти не известны) — директор Фёдоровского совхоза Кустанайской области, Казахская ССР. Герой Социалистического Труда (1957).

## Биография
С 1954 года Фёдоровский совхоз, которым руководил Иван Братышев, оказывал помощь в освоении целинных и залежных земель новым сельскохозяйственным предприятиям. По распоряжению областного треста колхозов Фёдоровский совхоз занимался размещением и распределением в новых совхозах добровольцев, прибывших в Фёдорский район Казахстана для освоения целины из других частей СССР. На базе совхоза было создано учебное учреждение, подготавливавшее механизаторов, сеяльщиков и прицепщиков для работы в новых совхозах.
До 1956 года Фёдоровский совхоз освоил более десяти тысяч целинных и залежных земель и в этом же году сдал государству зерновых в среднем по 22-28 центнеров с каждого гектара.
Указом Президиума Верховного Совета СССР от 11 января 1957 года за особо выдающиеся успехи, достигнутые в работе по освоению целинных и залежных земель, и получение высокого урожая удостоен звания Героя Социалистического Труда с вручением ордена Ленина и золотой медали «Серп и Молот».
С 1958 до 1962 года трудился в Фёдоровском тресте колхозов.
В 1962 году вышел на пенсию.